# Kookwinkel Oostendorp
Kookwinkel Oostendorp is een luxe kookwinkel gevestigd in het centrum van Tiel. Het familiebedrijf is hofleverancier. Verscheidene familieleden hebben in de Tweede Wereldoorlog een actieve rol gespeeld in het verzet.

## Start van het bedrijf

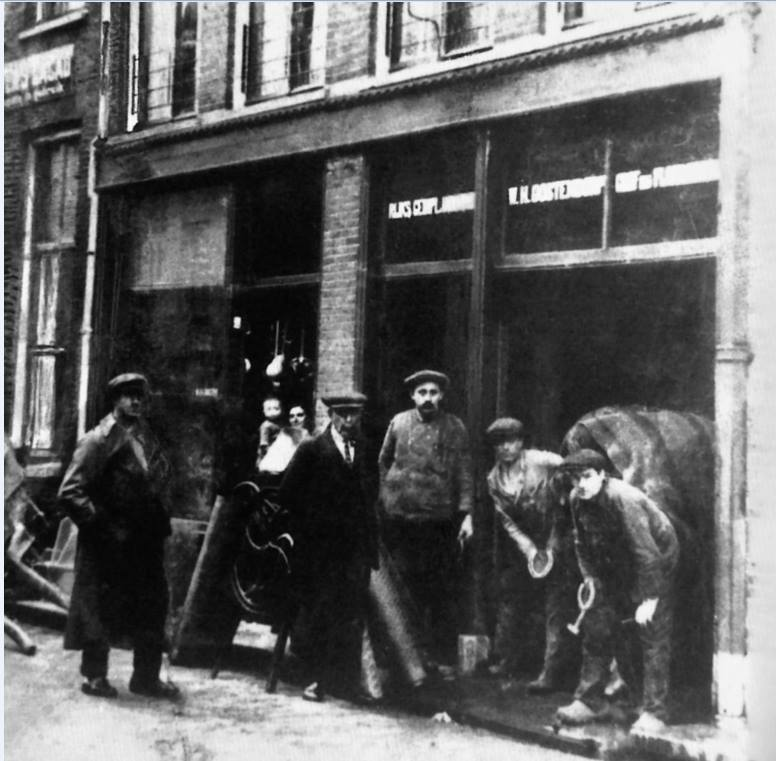
Bedrijf W.H. Oostendorp in 1918

Willem Oostendorp werd in 1889 geboren in Silvolde, gemeente Wisch. De boerenzoon zag de snelle opkomst van de landbouwmechanisatie en realiseerde zich dat hij daarin waarschijnlijk geen goede toekomst zou hebben. Hij werkte in diverse machinefabrieken en specialiseerde zich in de bouw van landbouwmachines. In de Eerste Wereldoorlog werd hij gemobiliseerd en opgeleid tot hoefsmid.
In 1916 trouwde Oostendorp met Greet van den Berg, dochter van een stukadoor uit Leiden, en in 1917 verliet hij het leger. Het echtpaar legde alle spaargeld bij elkaar en nam op 1 januari 1918 het huis, de smederij en de winkel over van de weduwe van J.J. van Baars in de Tielse Waterstraat. De naam werd  Smederij Oostendorp, rijks-gediplomeerd hoefsmederij. Het bedrijf veranderde daarmee van karakter: van kleine boerensmid naar een middelgroot bedrijf dat zich bezighield met machinebouw en installatiewerk, en daarnaast een winkel in huishoudelijke artikelen en ijzerwaren die Greet runde.
De woning lag boven de smederij. In mei 1918 werd dochter Anne geboren, al snel gevolgd door Wout, Wim, Jan, Gert, Henk, Cor en Greet. Omdat het huis en de winkel te klein werden, werd de werkplaats verplaatst naar een andere locatie op de Waterstraat. Oostendorp richtte zich steeds meer op machines voor de landbouw en later ook verwarmingssystemen.
In 1930 werd ook de nieuwe werkplaats te klein en kocht Oostendorp het pand Hof van Arkel. De machinewerkplaats en het magazijn verhuisden daarheen en de bijbehorende villa op de Oliemolenwal werd verhuurd. De winkel werd uitgebreid met gereedschappen en kolenkachels. Het was hard werken, zelfs voor de kinderen. De jongens monteerden in de winter schaatsen en sleeën, terwijl de dochters Greet in de winkel hielpen.
De periode 1940-1945 werd een inktzwarte voor de Tielse gemeenschap. Meer dan 75 procent van de gebouwen werd verwoest, maar nog belangrijker waren de verliezen aan mensenlevens; door de Duitse terreur, door de vervolging van met name de Joodse gemeenschap, door executies van gijzelaars en verzetsmensen en door de beschietingen. Veel Tielenaren, waaronder zeven leden van de familie Oostendorp, zaten onder verschrikkelijke omstandigheden gevangen. Alle familieleden overleefden de Tweede Wereldoorlog.

## Tweede Wereldoorlog
Zoon Wout was tijdens de mobilisatie opgeroepen en lag in Fort Holland. Toen de Duitsers op 10 mei 1940 Nederland binnenvielen, lag Tiel buiten de gevechtslinie; de stad werd alleen gebruikt als corridor naar de Grebbelinie. De luchtartillerie vocht boven Tiel duels uit met Duitse vliegtuigen.
Zoon Wim was 1942 de eerste telg in Duitse gevangenschap: hij had bij een NSB-er in de Waterstraat een grote oranje 'V' op de etalageruit geschilderd, maar werd daarbij betrapt of verraden en belandde in de koepelgevangenis te Arnhem. Zijn vader wist hem met hulp van burgemeester Cambier van Nooten na enkele weken vrij te krijgen.
Zoon Jan waarschuwde in september 1944 collega-winkeliers voor de vordering van gereedschappen door de Wehrmacht. Ook hij werd betrapt, en moest verschijnen voor een militair tribunaal bestaande uit Duitse officieren. Als openbaar aanklager fungeerde de NSB-politiecommisaris Overeem, die de doodstraf eiste. De burgemeester wist te bereiken dat de doodstraf werd omgezet in gevangenisstraf, op voorwaarde dat de Tielse bevolking binnen 24 uur een groot aantal spaden en schoppen zou inleveren. Tijdens een artillerie-aanval wist Jan te ontsnappen en hij zwom direct de Waal over. Tot mei 1945 vocht hij aan de zijde van de geallieerden, onder meer met de 101e Luchtlandingsdivisie. Samen met de Canadees-Engelse eenheden trok hij later tijdens het Rijnoffensief met de stoottroepen Bataljon 1 Duitsland in.

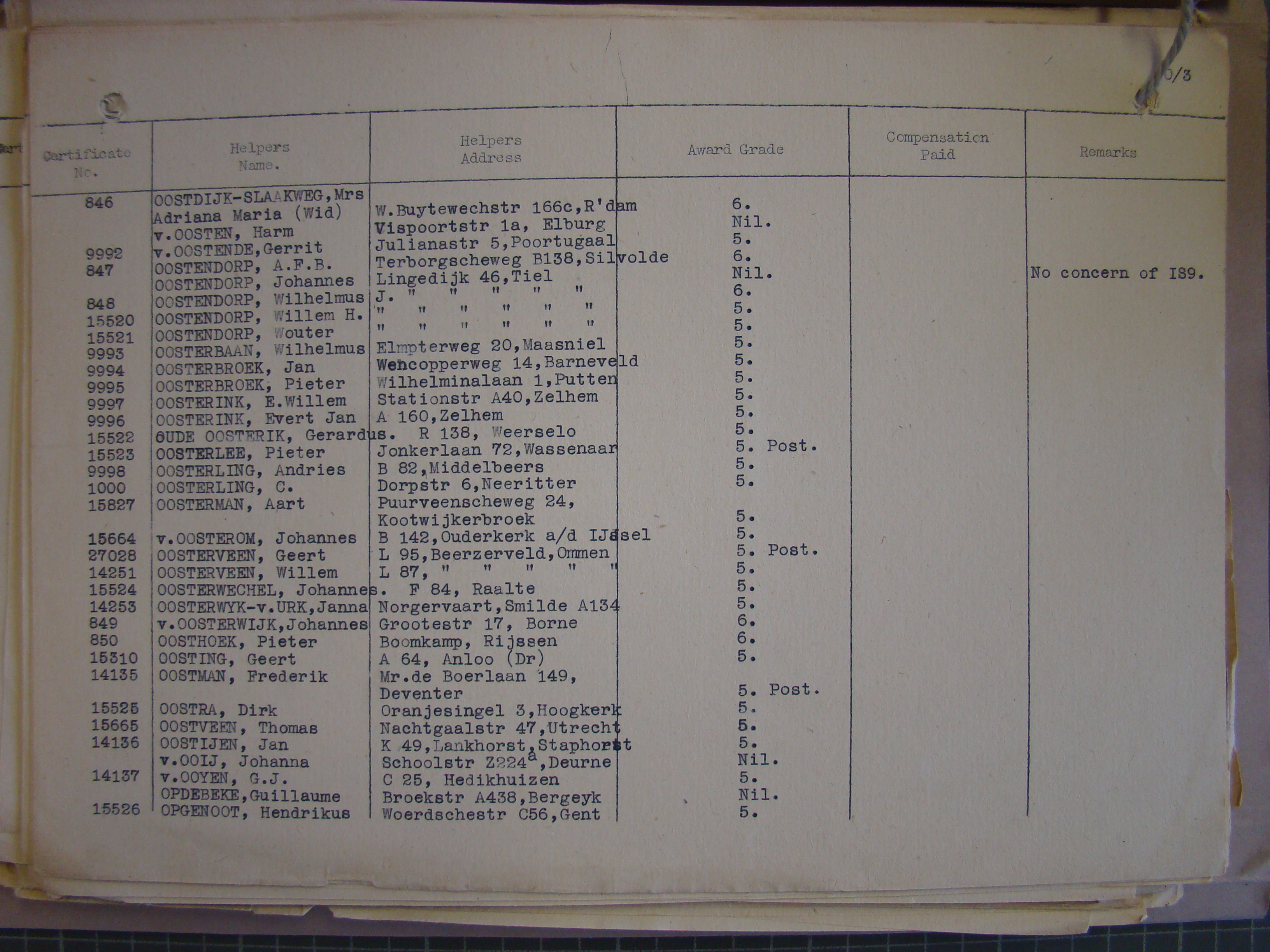
Leden van familie Oostendorp in de 'Helper files Holland' van het Britse Intelligence Services register

Vader en broers Oostendorp bleven actief in het verzet. Zij spanden zich vooral in om geallieerde piloten en parachutisten over te zetten naar het bevrijde gebied aan de overkant van de Waal. In december 1944 werd een verzetsgroep verraden en moesten de oudste twee zoons onderduiken. Jan was al weg en Gert (17 jaar) werd waarschijnlijk voor de zekerheid elders ondergebracht. Rond kerst 1944 werd vader Willem gearresteerd en overgebracht naar de beruchte gevangenis Wolvenplein in Utrecht. Zijn celgenoot werd op 8 maart 1945 samen met 116 andere gevangenen geëxecuteerd als represaille voor de aanslag op Hanns Rauter. Later die maand werd Henk (15 jaar) gevangengezet in kamp Amersfoort, mogelijk als Sippenhaftung. In 1945 belandde ook de oudste dochter Anne in de cel. Greet Oostendorp bleef alleen met de twee jongste kinderen achter.
De Duitsers en Engelsen vochten in Tiel een langdurig duel uit dat vele slachtoffers eiste. Op het eind van de Waterstraat en het Hoogeinde werden in 1945 panden opgeblazen en in brand gestoken, als represaille voor een bankroof waarbij het hele bankgebouw de lucht in vloog. De werkplaats aan het Hof van Arkel, de winkel met woning in de Waterstraat en de loodsen en villa op de Oliemolenwal werden zo vernietigd. Alle machines, gereedschappen, inventaris en kostbaarheden werden gestolen.
Op 4 mei 1945 ging Jan vanuit Kleef per motor naar Wamel. Op 5 mei stak hij samen met een andere militair in gevechtstenue met een roeiboot de Waal over, op verkenning voor de geallieerde stoottroepen. Hij onderhandelde met de Duitse commandant over de gezagsoverdracht in Tiel en over de gevangenen. De geallieerde hoofdmacht kwam pas vier dagen later.

### Onderscheidingen

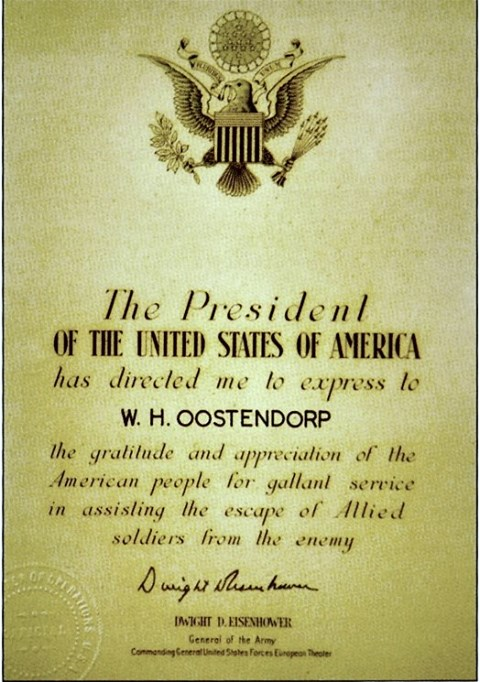
Onderscheiding Willem Oostendorp

Willem Oostendorp kreeg voor zijn inzet tijdens de oorlog een onderscheiding namens president Truman van de Verenigde Staten, ondertekend door opperbevelhebber Eisenhower, en een onderscheiding namens de luchtmachtchef van de geallieerde strijdkrachten. Jan Oostendorp kreeg in 1997 de stadspenning van Tiel voor zijn rol in de oorlog en zijn maatschappelijke inzet nadien.

## Na-oorlogse ontwikkeling
Na de oorlog had Oostendorp enkel een half ingezakt woonhuis in de Agnietenstraat over dat nog herbouw waard was. De familie mocht tijdelijk de woning betrekken van een NSB'er die tot een lange gevangenisstraf was veroordeeld. Met hulp van V&D startten ze in de zomer van 1945 een noodwinkel. Drie jaar na de oorlog was de schade grotendeels hersteld en woonde de familie weer in hun eigen pand boven de winkel in de Waterstraat.
De afdelingen apparatenbouw en installatietechniek kwamen in 1948 op het terrein van de voormalige wasserij De Linge op de Voor de Kijkuit, waar voldoende mogelijkheden waren voor uitbreiding. Vanaf dat tijdstip ging het bedrijf zich in verschillende richtingen ontwikkelen:
- installatietechniek en aanleg van verwarming en ventilatiesystemen voor woning- en utiliteitsbouw
- machinebouw, van hoogwaardige onderdelen voor de agrarische sector, en later voor de petrochemische industrie
- detailhandel in witgoed, kachels en gasfornuizen
- detailhandel in kleine huishoudelijke artikelen
- groothandel in propaan en butaan

In de hoogtijdagen verschafte het bedrijf werk aan ruim honderd mensen.
De haardenbouw en -verkoop werden later Oostendorp Installatietechniek, een landelijk opererend bedrijf. De montagewerkplaats veranderde in een machinefabriek; Oostendorp machinebouw werd in de petrochemie bekend als een hoogwaardige apparatenbouwer met eigen engineering. De afdelingen gasverkoop, grote en kleine huishoudelijke artikelen waren meer regionaal gericht en veel kleiner. De winkel groeide geleidelijk verder uit tot de huidige kookwinkel.

## Opsplitsing
Willem Oostendorp overleed in 1967 en werd als directeur opgevolgd door zijn zoon Henk, werktuigbouwkundige. In 1968 kwam er een grote montagehal bij. Later volgde onder meer een tweede winkel in witgoed, nog een productiehal, een ontwerpbureau en een nieuw kantoor. De broers werkten eendrachtig samen en namen gezamenlijk beslissingen omtrent de koers van het bedrijf. Een van de beslissingen was het bedrijf in 1987 te verkopen, om de pensioengerechtigde broers de kans te geven uit het bedrijf te stappen. Alleen Jan ging samen met zijn vrouw Wil door met de winkel in de Waterstraat, de rest werd als één geheel overgedragen aan een industriële ondernemer. In tegenstelling tot de trend van die tijd werd het bedrijf niet opgeknipt om een maximale opbrengst te behalen. Het behoud van werkgelegenheid stond bij de overdracht voorop.

## De winkel
De winkel werd van 1985 tot 2000 gerund door Jan Oostendorp en zijn dochter Ingrid. Na het overlijden van Jan in 2000 werd het bedrijf eigendom van zijn vrouw Wil en zijn dochter Ingrid, die sindsdien bedrijfsleider is. Haar man Huub Blom verkoopt en repareert onder andere de keuken- en espressomachines. Moeder Wil (1926) staat op zaterdagen nog aan de kassa.
Sinds 2009 wordt op 900 vierkante meter vloeroppervlak een uitgebreid assortiment keukengerei en huishoudelijke producten gevoerd, en dertig soorten koffie en thee. Geregeld worden er demonstraties gegeven met keuken- en koffie-apparatuur en kookworkshops gehouden. In de 'servicekeuken' worden haperende apparaten hersteld en worden klanten getraind in het gebruik en onderhoud van de machines.
Oostendorp is een van de deelnemers van het project Hommage Hofleverancier, een initiatief van vier Tielse hofleveranciers die kunstenaars een podium bieden. Voor een creatieve toevoeging aan het merk Oostendorp is het bedrijf een samenwerking aangegaan met grafisch vormgevers Gea Grevink en Peter van der Gulden.

## De vrouwen van Oostendorp
Het verhaal van het bedrijf Oostendorp is vooral het verhaal van Willem en zijn zes zoons. Zijn dochters waren echter ook succesvolle ondernemers. Greet leidde met haar man twee boekwinkels, Anne en haar man (oud-werknemer van Oostendorp) startten in 1947 Van Kempen machine- en apparatenfabriek.